# Багірова Басті Месім-кизи
Басті Месім-кизи Багірова (азерб. Bəsti Məsim qızı Bağırova; 10 квітня 1906, Єлизаветпольська губернія — 27 лютого 1962, Азербайджанська РСР) — радянський азербайджанський бавовняр, ланкова і голова колгоспу імені Ворошилова Касум-Ісмаїловського району, двічі Герой Соціалістичної Праці (19.03.1947, 17.06.1950). Член Азербайджанського Центрального виконавчого комітету (ЦВК). Депутат Верховної ради Азербайджанської РСР 4—5-го скликань. Депутат Верховної ради СРСР 1—3-го скликань.

## Біографія
Народилася 10 квітня 1906 року в селі Абдуллабейкюрд Єлизаветпольського повіту Єлизаветпольської губернії (нині село Бахчакюрд у Геранбойському районі Азербайджану).
Закінчила 5 курсів Азербайджанського сільськогосподарського інституту і Бакинську партійну школу.
Почала трудову діяльність 1930 року рядовою працівницею сільськогосподарської артілі імені Ворошилова (згодом колгосп імені Ворошилова, «Бахчакюрд», імені Багірової) Касум-Ісмаїловського району, з 1936 року ланкова цього ж колгоспу. У 1952—1953 роках інструктор Гянджинського обкому КП Азербайджану. З 1953 року — голова колгоспу «Бахчакюрд».
Бавовняр Багірова стала одним з перших стахановців Азербайджанської РСР. Спільно з Кудратом Самедовим вона започаткувала збирання бавовни двома руками і домоглася значного зростання продуктивності праці. 4 жовтня 1936 року Басті повідомила про рекорд збирання бавовни — 463 кг, перевищення проти звичайних показників у 10 разів. У 1937 році стахановка домоглася врожайності бавовни в 142,9 центнера з гектара. Зростання врожайності пов'язане зі внесенням на посівні 400 кілограм азотних добрив. Тим самим Багірова досягла світового рекорду. Щорічно ланка Багірової збирала високі врожаї бавовни: у 1946 році — 105 центнерів з гектара на площі 5 га, у 1947 році — 111,2 центнерів з гектара на площі 5 га, в 1948 році — 90,7 центнерів на площі 6,5 га, у 1949 році — 100 центнерів/6 га, а в 1950 році — 150 центнерів з гектара посівних.
Багірова закликала колгоспників Азербайджану організовувати ланки високих врожаїв бавовни, в результаті чого в республіці організовано 5500 таких ланок. Досвід видатного бавовняра був поширений у багатьох господарствах, приклад Багірової наслідували такі бавовнярі, як Шамама Гасанова і Гизгайїт Гасанова. Її досвід узятий на озброєння і в країнах соціалістичного табору: в Албанії активно використовувався досвід Багірової у вирощуванні сільськогосподарської продукції, а в Болгарії були відкриті «школи Басті Багірової».
Указом Президії Верховної Ради СРСР від 19 березня 1947 року за високі врожаї бавовни в 1946 році Багіровій Басті Месім кизи присвоєно звання Героя Соціалістичної Праці з врученням ордена Леніна і золотої медалі «Серп і Молот».
Указом Президії Верховної Ради СРСР від 17 червня 1950 року за успіхи в розвитку сільського господарства Багіровій Басті Месім кизи присвоєно вдруге звання Героя Соціалістичної Праці з врученням ордена Леніна і золотої медалі «Серп і Молот».
Брала активну участь у суспільно-політичному житті Азербайджанської РСР і Радянського Союзу. Член КПРС з 1937 року. Делегат XX з'їзду КПРС і XXIII, XXIV, XXV з'їздів КП Азербайджану. Член ЦК КП Азербайджану. Депутат Верховної Ради СРСР 1-3-го скликань і Азербайджанської РСР 4-5-го скликань. Член Президії Верховної Ради Азербайджанської РСР 5-го скликання. Обиралася членом Ради у справах колгоспів при Раді міністрів СРСР.
Померла 27 лютого 1962 року в селі Бахчакюрд Касум-Ісмаїловського району Азербайджанської РСР. Похована на Першій Алеї Почесного поховання.

## Пам'ять
В честь Багірової названі:
- колгосп у Касум-Ісмаїловському районі (1962)
- вулиця в Баку (1962)
- судно (1949; утилізоване 1972)[16]

У селі Бахчакюрд встановлений бюст бавовняра. Багіровій присвячена поема Самеда Вургуна «Басті». Стахановці присвячений документальний фільм «Стахановці бавовни» (1935).
У 1972 році заснований приз імені двічі Героя Соціалістичної Праці Басті Багірової.

## Нагороди
- 2 медалі «Серп і Молот»:
  - 19.03.1947 — за високі врожаї бавовни.
  - 17.06.1950 — за успіхи в розвитку сільського господарства.
- три ордени Леніна (19.03.1947, 10.03.1948, 17.06.1950).
- Орден Трудового Червоного Прапора (27.01.1936)
- Медаль «За трудову доблесть» (07.03.1960)
- Велика золота медаль ВДНГ

### Книги
- Бағырова Бәсти Мәсим гызы // Азәрбајҹан Совет Енсиклопедијасы / Ч. Б. Гулијев. — Бакы: Азәрбајҹан Совет Енсиклопедијасы, 1976. — Т. Бағырова Бәсти Мәсим гызы // Азәрбајҹан Совет Енсиклопедијасы / Ч. Б. Гулијев. — Бакы : Азәрбајҹан Совет Енсиклопедијасы, 1976. — Т. I ҹилд: А — Балзак.(азерб.)
- Багирова Басти Масим кызы // Большая советская энциклопедия / А. М. Прохоров. — М.: Советская Энциклопедия, 1970. — Т. II том: Ангола — Барзас.
- Фёдорова А. Роль социалистического труда в коммунистическом воспитании трудящихся масс. — М.: Государственное издательство политической литературы, 1951.
- Хохлов В. Люди советской деревни. — М.: Колос, 1970.
- Кондрашев А. Орошаемое земледелие. — М.: Сельхозгиз, 1948.
- Счастье творческих побед. — М.: Государственное издательство политической литературы, 1979.
- Труды сектора экономики. — Баку: Издательство АН АзССР, 1956.
- Шахбазов М. 15 лет Азербайджанской Социалистической Советской Республики. 1920—1935. — Баку: Дворец книги, 1935.
- Багирова Басти Масим кызы // Ежегодник Большой Советской Энциклопедии. 1963. Выпуск седьмой / Л. С. Шаумян. — М.: Советская Энциклопедия, 1963.

### Статті
- Копалин И. В свободной Албании // Огонёк : журнал. — 1952. — 6 января (№ 2).
- // Звезда Востока. — 1979.
- // Дружба народов. — 1982.
- // Закупки сельскохозяйственных продуктов. — 1973.